# Argia popoluca
Argia popoluca – gatunek ważki z rodziny łątkowatych (Coenagrionidae). Występuje w Ameryce Centralnej i północno-zachodniej części Ameryki Południowej – od południowo-wschodniego Meksyku po Kolumbię i Ekwador.